# Blue Bayou (film 2021)
Blue Bayou è un film del 2021 diretto da Justin Chon.
Il regista Justin Chon è anche autore del soggetto, della sceneggiatura ed interprete principale.
Il film, che affronta il problema del gran numero di bambini adottati negli Stati Uniti costretti al rimpatrio per mancato completamento delle procedure di cittadinanza, è stato presentato nella sezione Un Certain Regard del 74º Festival di Cannes.

## Trama
Antonio LeBlanc, coreano ma adottato e cresciuto in Louisiana sin da piccolo, è un tatuatore felicemente sposato con Kathy, con cui vive assieme alla figlia di lei di nome Jessie. La coppia inoltre è in attesa di un'altra bimba, e per questo Antonio è alla ricerca di un lavoro più remunerativo. Il padre biologico di Jessie, Ace, è un poliziotto che ha abbandonato la famiglia, e per questo né Kathy né Jessie vogliono rivederlo, per quanto egli insista nel voler vedere sua figlia. Un giorno Ace e un suo collega entrano in un supermercato e incontrano Antonio con Kathy e Jessie. Il collega di Ace provoca volutamente Antonio, il quale reagisce e si fa arrestare. Quando Kathy si reca in commissariato per pagare la cauzione, scopre che Antonio è stato trasferito al reparto di Immigrazione e che è stato emanato un mandato di estradizione per lui: secondo la legge infatti, tutti coloro che sono stati adottati prima del 2000 e che non hanno completato la procedura corretta per la cittadinanza sono a rischio estradizione. Antonio e Kathy si rivolgono quindi ad un avvocato e decidono di fare ricorso. La situazione si fa complicata: Antonio è costretto a rapinare una concessionaria assieme ad una banda per racimolare i soldi per le spese giudiziarie, inoltre mente a sua moglie dicendo di non avere nessuno della sua famiglia adottiva che possa testimoniare in suo favore. Il giudice in realtà scopre che Susanne, la madre adottiva di Antonio, è ancora viva, ma l'uomo si rifiuta di parlarle per via dei soprusi subiti da bambino. Kathy perde quindi fiducia nel marito e si trasferisce da sua madre con Jessie.
Nel frattempo Antonio si confida con Parker, una donna vietnamita malata di cancro arrivata da bambina negli Stati Uniti da rifugiata con il padre. Antonio le dice di ricordare la sua vera mamma, e che questa un giorno gli scrisse una lettera dicendogli di aver provato ad affogarlo. Inoltre l'uomo si reca dalla sua madre adottiva Susanne per chiederle di testimoniare in tribunale, ma questa rifiuta.
Arriva il giorno dell'udienza: in tribunale si recano Kathy, Jessie, Ace e inaspettatamente anche Susanne. Antonio invece viene prelevato dal collega di Ace e da altri uomini, portato in un bosco e picchiato a sangue. La sera si reca dolorante da Kathy, la quale si rifiuta di aprirgli la porta. Per Antonio quindi viene confermato il mandato di estradizione. Nel frattempo il collega di Ace gli rivela di aver picchiato Antonio. Ace, pentito e disgustato, lo denuncia e racconta la verità a Kathy. La donna, che nel frattempo ha partorito la figlia di Antonio, si reca in aeroporto con le bambine per partire insieme al marito. Antonio però preferisce che la sua famiglia resti negli Stati Uniti, non sapendo nemmeno dove lo porteranno. L'ultima scena straziante vede l'uomo dire addio alla sua famiglia promettendo di riunirsi ad essa in futuro.

## Promozione
Il trailer del film è stato diffuso online il 14 luglio 2021.

## Distribuzione
Nel luglio 2020, Focus Features ha acquisito i diritti di distribuzione del film, che ha poi avuto la sua anteprima il 13 luglio 2021 alla 74ª edizione del Festival di Cannes, nella sezione Un Certain Regard. È stato distribuito negli Stati Uniti a partire dal 17 settembre dello stesso anno, dopo essere stato posticipato dal 25 giugno.
In Italia, il film è stato distribuito a partire dal 16 settembre 2021 da Universal Pictures.